# Alluvione della Spagna del 2024
L'alluvione della Spagna del 2024 è un evento calamitoso che si è abbattuto a partire dal 29 ottobre 2024 su diverse aree della Spagna sud-orientale, in particolar modo nella Comunità Valenciana, in Castiglia-La Mancia ed in Andalusia, risultando una delle più disastrose catastrofi naturali avvenute nella storia del paese iberico, con 236 vittime e danni ingenti.

## Antefatti
Nella storia di Valencia si sono registrati diversi eventi alluvionali a partire dal 1517 fino ai tempi più recenti. Nel 1957 si verificarono intense precipitazioni che causarono lo straripamento del fiume Turia e la morte di almeno 81 persone: ciò comportò modifiche al corso del fiume che venne deviato nella parte sud della città ad oltre tre km dal percorso originale.
Il 25 ottobre 2024, quattro giorni prima dell'inizio dell'alluvione, il meteorologo Juan Jesús González Alemán dell'Agencia Estatal de Meteorología (AEMET) aveva lanciato allarme per un possibile drastico calo delle temperature che avrebbe potuto causare una tempesta dagli effetti devastanti; tuttavia è stato altamente criticato sulla piattaforma X e tacciato di creare allarmismo da diversi negazionisti del cambiamento climatico.

## Descrizione

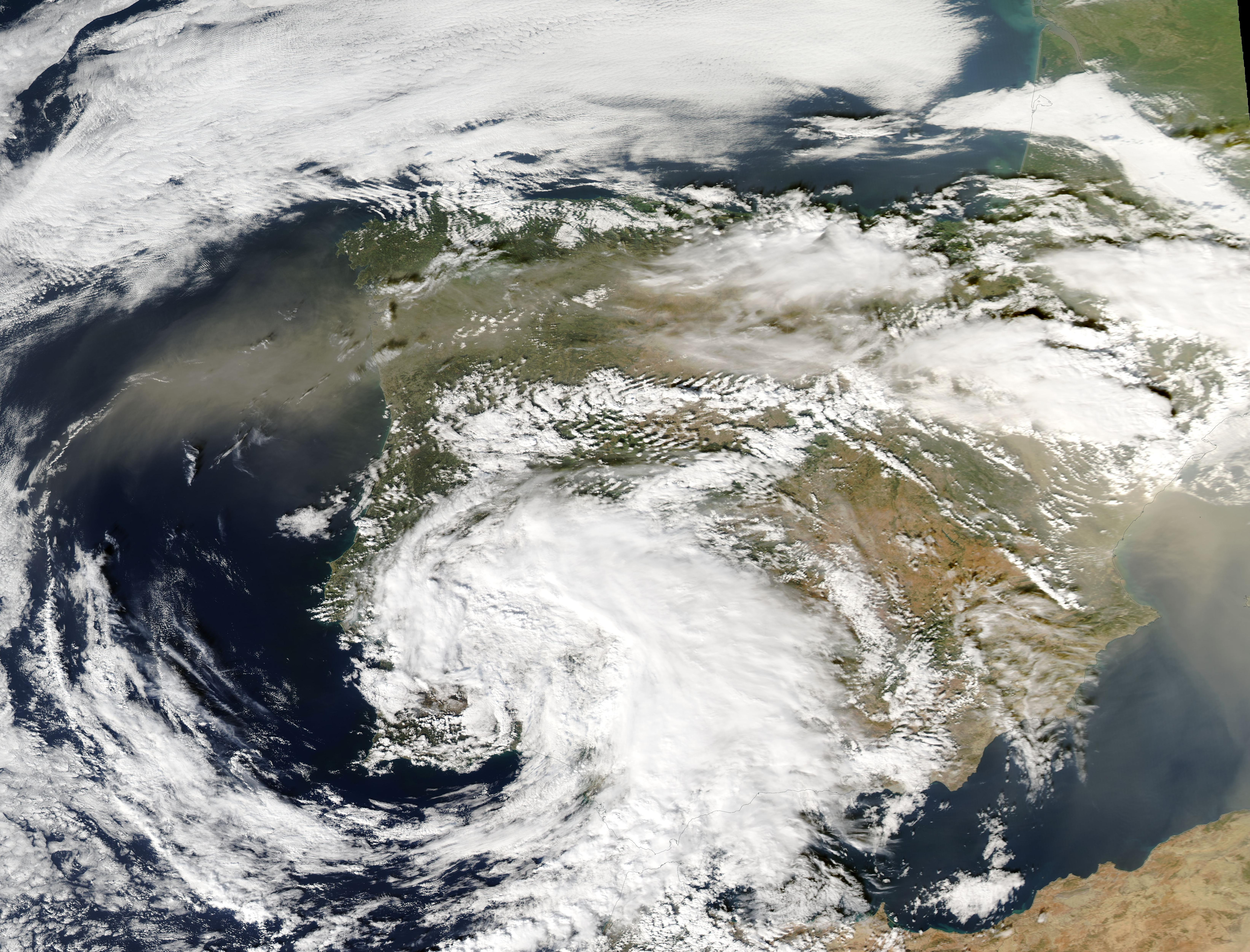
Immagine satellitare della perturbazione

Il 29 ottobre 2024 una goccia fredda ha portato allo scatenarsi di inondazioni improvvise nella parte sud-est della Spagna, interessando particolarmente la Comunità Valenciana. Alle 6:02 l'Agencia Estatal de Meteorología ha emanato un'allerta di colore arancione per la zona sud di Valencia; dopo circa 20 minuti è stato chiuso il porto della città. Alle 7:36 l'allerta venne aggiornata di colore rosso, mentre a partire dalle 10:30 i primi soccorsi stavano già intervenendo a Ribera. Alle 11:30 il burrone di Chiva inondò completamente la municipalità, mentre circa un'ora dopo il fiume Magro si riversò nel comune di Utiel dopo che furono registrati 200 mm di pioggia. Nelle ore successive le zone circostanti la Rambla del Poyo persero ogni tipo di telecomunicazione e di elettricità ed entro le 14:00 tutti gli uffici vennero chiusi ed evacuati per ordine dell'amministrazione provinciale; nel contempo decine di persone risultarono intrappolate o disperse a seguito delle inondazioni ad Utiel.

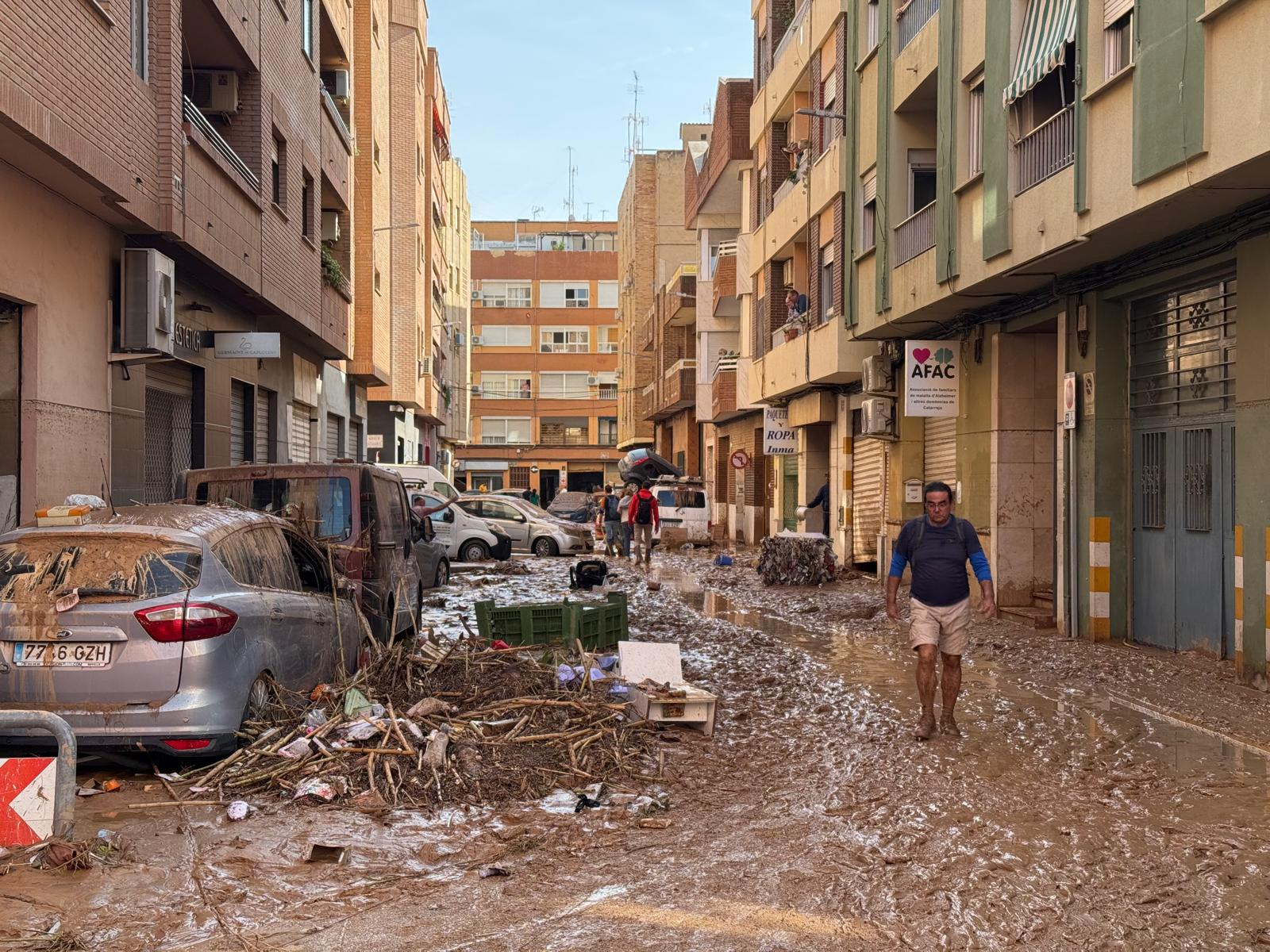
Danni recati dall'alluvione a Catarroja

Nel pomeriggio, nonostante un avviso del presidente della Comunità Valenciana Carlos Mazón che annunciava la fine delle piogge (poi eliminato), i servizi di emergenza emanarono nuove allerte circa lo straripamento dei fiumi Magro e Júcar. Alle 18:00 vennero registrati a Turís oltre 42 mm di precipitazioni in soli 10 minuti, stabilendo un nuovo record in Spagna con oltre 179.4 mm in un'ora. Alle 18:30, nella Horta Sud, il Poyo inondò Torrent e altre località vicine, dove diverse persone perirono e altre si rifugiarono presso alcuni centri commerciali. Intorno alle 19:25 a Picanya venne distrutto un ponte a causa dell'eccessiva portata dell'acqua, mentre alle 20:11 la Generalitat Valenciana inviò dei messaggi di allerta su dispositivi mobili ai residenti di Valencia, invitandoli a rimanere nelle proprie abitazioni. Più tardi venne richiesto l'intervento dell'esercito spagnolo sulle zone colpite dall'alluvione, risultando nella più grande mobilitazione per quest'ultimo in tempi di pace. La situazione è poi andata ad aggravarsi in tutta la Horta Sud, interessando particolarmente Camp de Túria e Requena-Utiel.

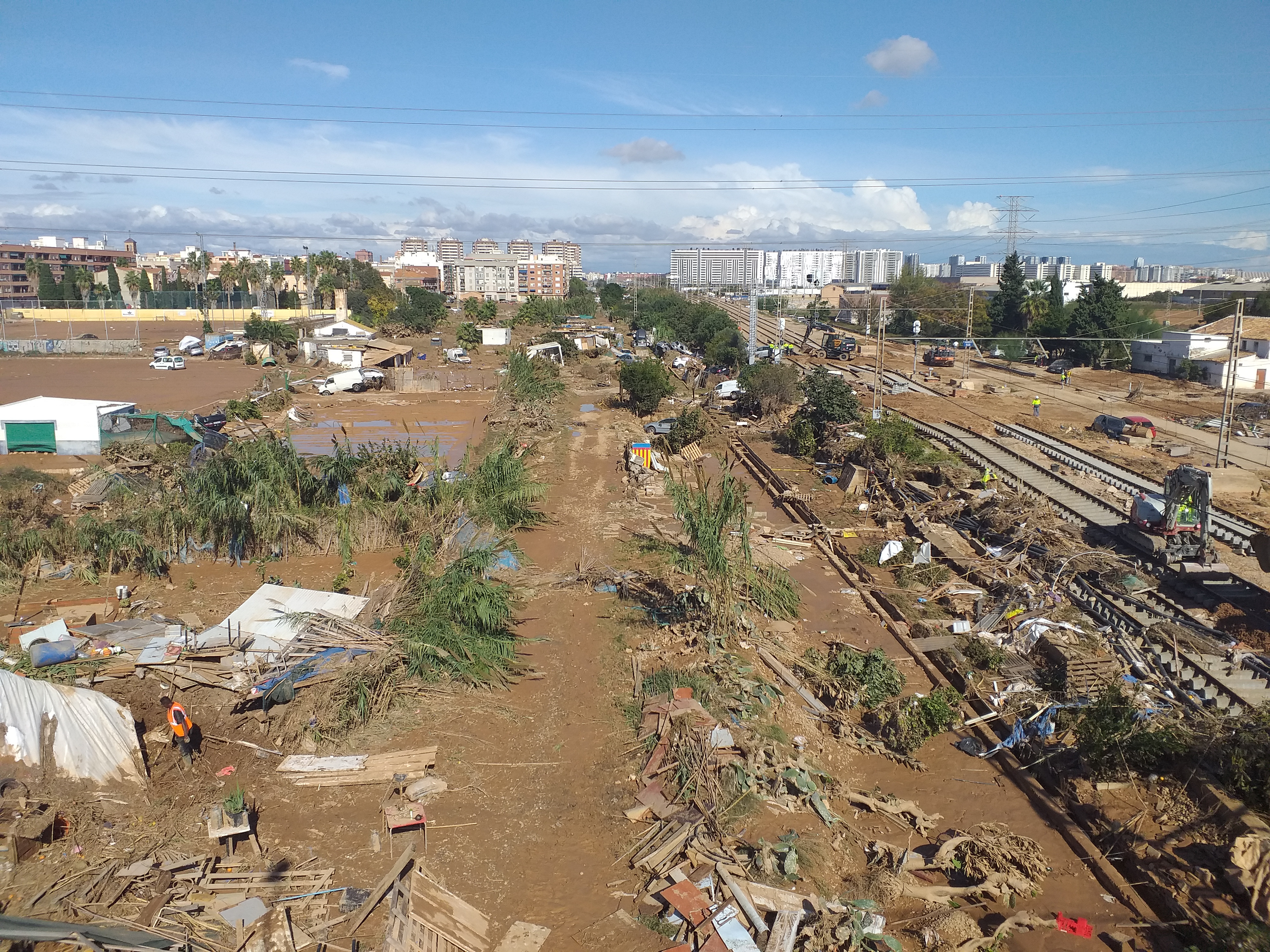
Vista aerea di Sedaví il 2 novembre 2024

Nello stesso giorno altre comunità come l'Andalusia e Castiglia-La Mancia sono state colpite da precipitazioni straordinarie, scatenando frane, smottamenti e inondazioni che hanno causato danni alle strade, agli edifici e alle zone agricole; qui molte persone sono state soccorse dalla Guardia civile sopra gli alberi, nel tentativo di sopravvivere al rapido passaggio dell'acqua. Altre zone interessate in modo minore dalla goccia fredda sono state la Murcia e l'Aragona.

## Vittime

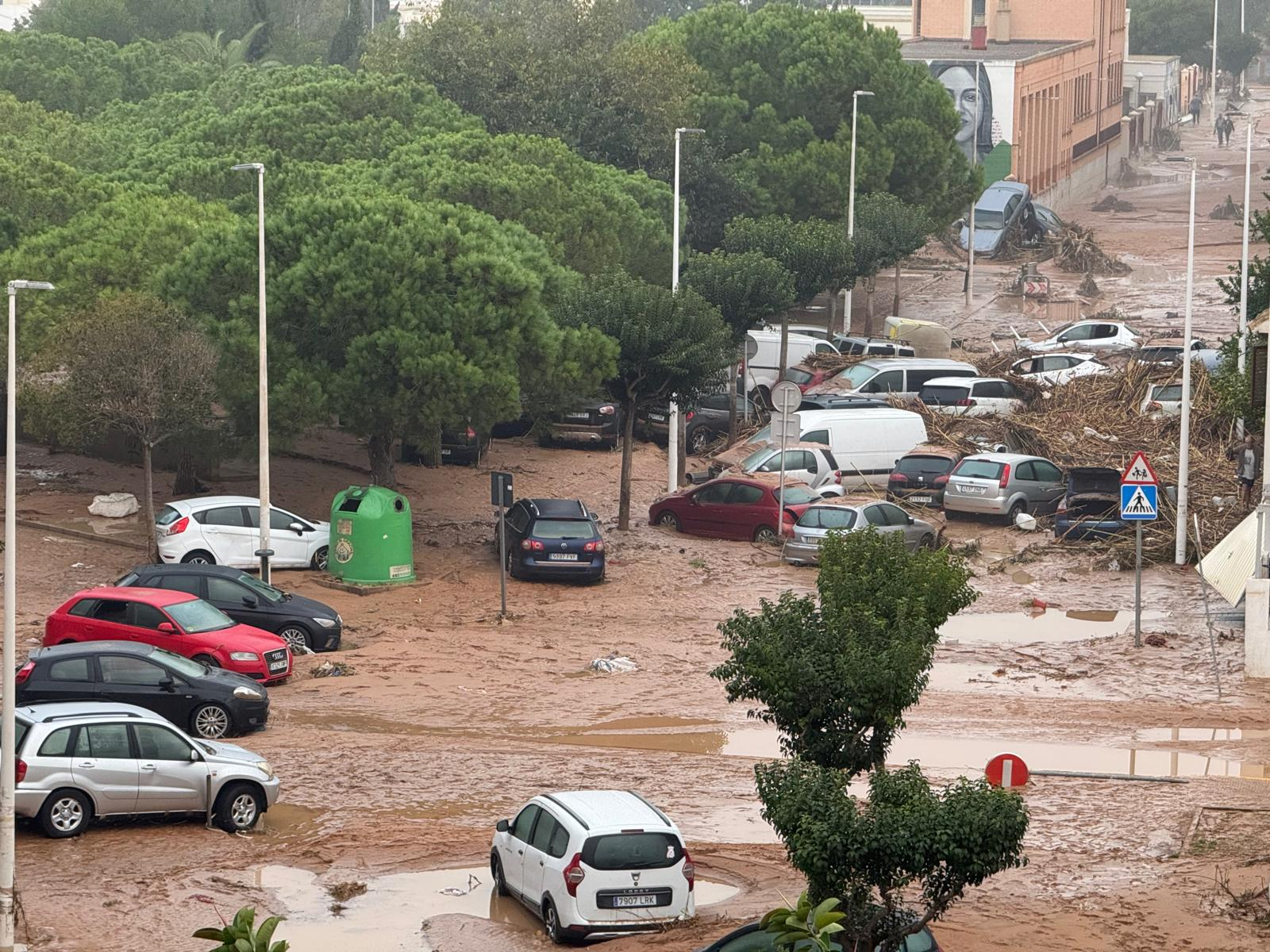
Autovetture trascinate via dall'acqua a Catarroja

Al 30 ottobre 2024 sono 62 i morti accertati per le inondazioni in Spagna, numero poi salito ad almeno 72 in giornata: lo hanno riferito fonti governative al quotidiano El País. In giornata cresce il numero di morti, che sono almeno 95 a Valencia.
Al 1º novembre 2024 sono 158 le vittime accertate. In giornata cresce il numero dei morti, che sale a oltre 200.
Al 2 novembre 2024 sono oltre 211 morti. Scoppia inoltre una bufera sul governatore di Valencia.
Al 3 novembre 2024 sale a 214 il numero delle vittime dell'inondazione. Il bilancio è poi aggiornato a 217 morti accertati, di cui almeno 211 sono della Comunità Valenciana. Tra di queste, due vittime sono di nazionalità colombiana e britannica. In base al numero di telefonate fatte ai centralini di emergenza, il 3 novembre è stato reso noto che almeno 2000 persone a Valencia e dintorni risultavano disperse, mentre in Castiglia-La Mancia si erano perse le tracce di cinque persone. Successivamente il bilancio dei dispersi è stato fortemente rivalutato alla cifra di 89 persone ufficialmente non rintracciabili dallo scoppio dell'alluvione.
Al 4 novembre 2024 sale ad almeno 217 il numero dei morti per l'alluvione in alcune zone della Spagna, in particolare Valencia. In giornata, il bilancio dei morti sale a 222.
Al 6 novembre 2024 sono 89 i dispersi.
Al 7 novembre 2024 sono confermati i 222 morti, mentre salgono a 93 i dispersi per Dana in provincia di Valencia.
Al 12 novembre 2024, i morti sono 223 e i dispersi 17.
Al 13 novembre 2024, sono state evacuate 3.000 persone e scuole chiuse in provincia di Malaga. In giornata sono stati ritrovati a Valencia i corpi di 2 bimbi dispersi nell'alluvione.
Al 22 novembre 2024, il bilancio totale delle vittime è salito a 229. Di queste, 221 sono state registrate nella Comunità Valenciana, 7 in Castiglia-La Mancia e una in Andalusia. A quasi un mese dal disastro, ci sono ancora 7 persone denunciate come disperse.
Al 2 giugno 2025, il bilancio ufficiale definitivo delle vittime ammonta a 236, di cui 228 solo della provincia Valenciana.

## Conseguenze

### Cancellazione del Gran Premio
Il 1º novembre la MotoGP annulla il Gran Premio motociclistico della Comunità Valenciana.

### Rinvii delle partite de LaLiga
A causa dell'alluvione, sono state rinviate cinque partite de LaLiga, tra cui Valencia-Real Madrid.

### Contestazioni verso le istituzioni
Il 3 novembre Re Filippo VI, durante una visita a Valencia, è stato contestato dalla folla che gli ha lanciato del fango addosso, mentre il premier Pedro Sánchez è stato colpito con una mazza alle spalle.

### Richiesta di dimissioni di Carlos Mazón

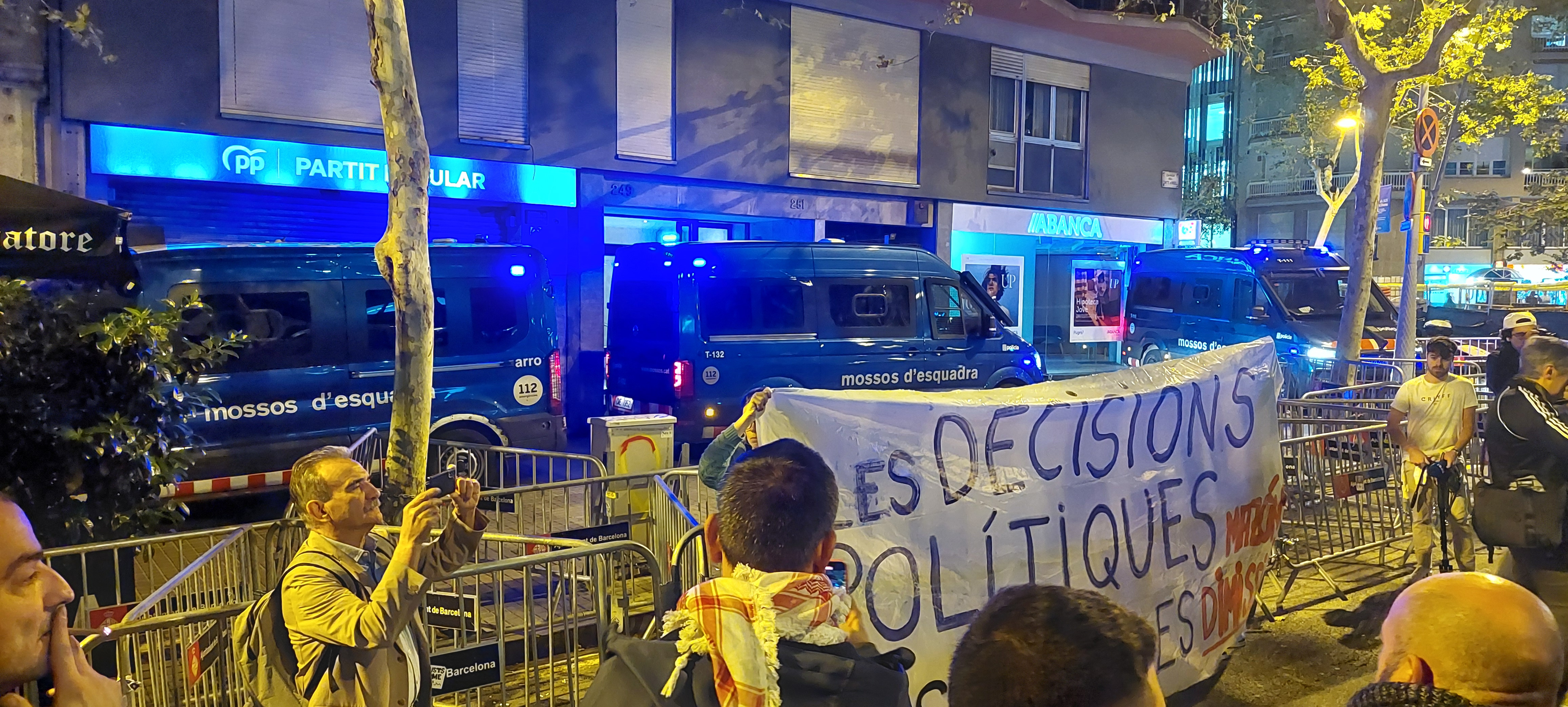
Manifestazione contro Mazon e il Partito popolare in memoria delle vittime del DANA a Valencia.

Al Presidente della Comunità Valenciana Carlos Mazón si contesta di aver preso sottogamba gli allarmi lanciati dall'autorità meteo nazionale, che già il 29 ottobre, verso le 7 di mattina prospetta la possibilità di eventi estremi. Soltanto 11 ore dopo, intorno alle 20, quando tutta la zona è già travolta dell'inondazione, è arrivata sui cellulari dei residenti l'invito urgente della Protezione civile a non muoversi in tutta la provincia.
Il 9 novembre, dunque circa 130 mila persone scendono per le strade di Valencia chiedendo le dimissioni del Governatore, accusandolo della pessima gestione delle fasi di emergenza, seguite da altri cortei di protesta in molte città della Spagna, anche contro il governo centrale.
Successivamente, il 15 novembre 2024, questi ha ammesso di aver compiuto "errori" nella gestione dell'emergenza e si è scusato, promettendo di "non eludere le sue responsabilità", ma non fino al punto di rassegnare le dimissioni, reclamate in piazza da 130.000 valenziani e da tutte le forze di opposizione.
Il 27 novembre, mentre il Premier Pedro Sánchez interveniva al Congresso, Sky News pubblica un'inchiesta sulla gestione dell'emergenza da parte delle autorità locali.

### Impatto sul PIL
Secondo il governatore della Banca di Spagna José Luis Escrivá, l’impatto economico delle alluvioni che hanno colpito la Spagna il 29 ottobre potrebbe costare al Paese fino a 0,2 punti di crescita del Pil nel quarto trimestre.

## Responso

### Aiuti da parte del governo spagnolo
Il 5 novembre 2024 esce la notizia che il governo spagnolo ha approvato un piano di aiuti per cittadini, lavoratori e aziende colpite dall'alluvione di Valencia da 10,6 miliardi di euro: è quanto reso noto ai media dal premier Pedro Sánchez. Solo il giorno prima, il presidente della provincia, Carlos Mazón, aveva richiesto un contributo di almeno 34 miliardi per coprire le spese di ricostruzione e supporto economico.
L'11 novembre 2024 il primo ministro spagnolo, Pedro Sánchez, annuncia un nuovo pacchetto di aiuti del valore di quasi 3,8 miliardi di euro da destinare ai cittadini colpiti due settimane fa dalle devastanti inondazioni che hanno provocato almeno 222 morti. Questi aiuti si aggiungono ai 10,6 miliardi di euro già annunciati la scorsa settimana dal governo spagnolo per far fronte parzialmente ai danni provocati dall’eccezionale tempesta mediterranea che ha devastato, in particolare, la zona di Valencia.

### Attivazione del meccanismo di protezione civile dell’Ue
La Spagna chiede l’attivazione del meccanismo di protezione civile dell’Ue dopo le alluvioni di Valencia.

### Solidarietà dal mondo del calcio
Alcuni club del mondo del calcio, tra cui Real Madrid, Barcellona, oltre ovviamente al Valencia, hanno espresso la propria solidarietà. Il Real Madrid dona 1 milione di euro per aiutare le famiglie che si trovano in difficoltà.

### Valencia, polo logistico per gli aiuti
Dopo l’alluvione Valencia diventa un centro logistico per gli aiuti.